# حزب لیبرال استرالیا
حزب لیبرال استرالیا، راستگراترین حزب فعال و قدرتمند در کشور استرالیاست که از سال ۱۹۹۶ تا ۲۰۰۷، به رهبری جان هوارد حاکمیت دولت فدرال این کشور را در دست گرفت. رهبر آن از سال ۲۰۰۹ تا ۲۰۱۵ تونی ابوت بود. از این سال، با انتخاب مالکوم ترنبول به عنوان نخست‌وزیر استرالیا، رهبری حزب جابجا شد.
رقیب اصلی این حزب، حزب کارگر استرالیا است که از سال ۲۰۰۷ تا انتخاب مالکوم ترنبول، حاکمیت استرالیا را در دست داشت.